# Бартрам, Уильям
Уи́льям Ба́ртрам (англ. William Bartram, 20 апреля 1739, Кингсессинг, Пенсильвания, США — 22 июля 1823, там же) — американский натуралист, исследовал различные местности Северной Америки и оставил одно из лучших описаний птиц Нового Света.
Сын Джона Бартрама. В детстве помогал отцу в его путешествиях по стране, сделал большое количество ботанических и орнитологических рисунков.
В 1773 предпринял 4-летнее путешествие по восьми южным колониям (Северная и Южная Каролина, Джорджия, Восточная и Западная Флорида и др.).
Много сил и времени отдал изучению быта и нравов индейцев племени чероки.
Список растений, описанных Уильямом Бартрамом, смотрите на
International Plant Names Index.

## Печатные труды
- Travels through North and South Carolina, Georgia, East and West Florida, the Cherokee Country, etc. Philadelphia, 1791
- William Bartram: Travels and Other Writings. Thomas Slaughter, editor. Library of America, 1996. ISBN 978-1-883011-11-6.

## Ботанические иллюстрации Бартрама

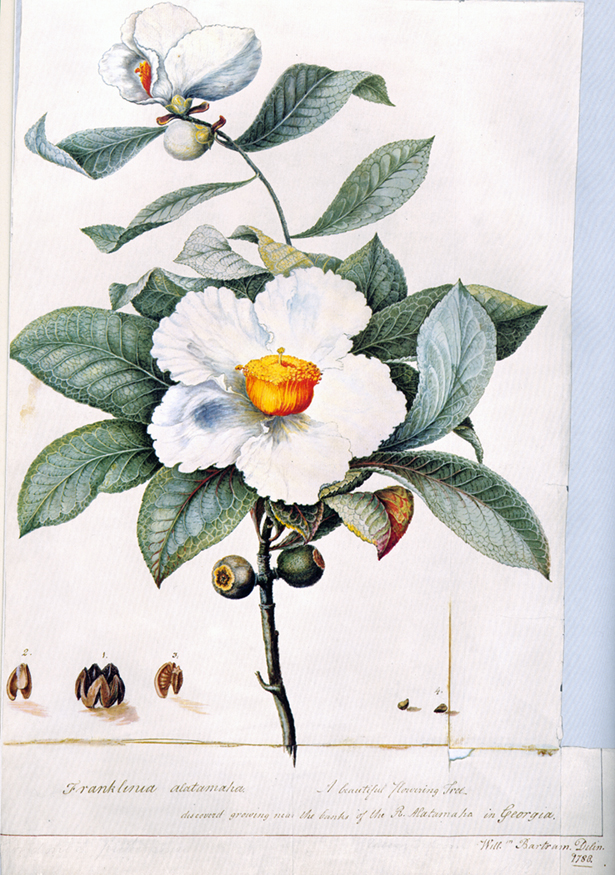
Franklinia alatamaha. 1872

## О нём
- Borland, Hal. The Memorable Bartrams. American Heritage Magazine. April, 1975. Volume 26, Issue 3. *Cashin, Edward J. William Bartram in Georgia. New Georgia Encyclopedia.
- Hallock, Thomas. From the Fallen Tree: Frontier Narratives, Environmental Politics, and the Roots of a National Pastoral. University of North Carolina Press, 2003.
- Savage, Henry Jr. Discovering America, 1700—1875. p. 63-70. Harper & Row, 1979.
- «William Bartram» Dictionary of Literary Biography, Volume 37: American Writers of the Early Republic. Emory Elliot, ed. The Gale Group, 1985, pp. 31-38.
- «William Bartram 1739—1823» Dictionary of American Biography. American Council of Learned Societies, 1928—1936.